# Leggett
Leggett – miasto w Stanach Zjednoczonych, w stanie Karolina Północna, w hrabstwie Edgecombe.